# Pennine Cycleway

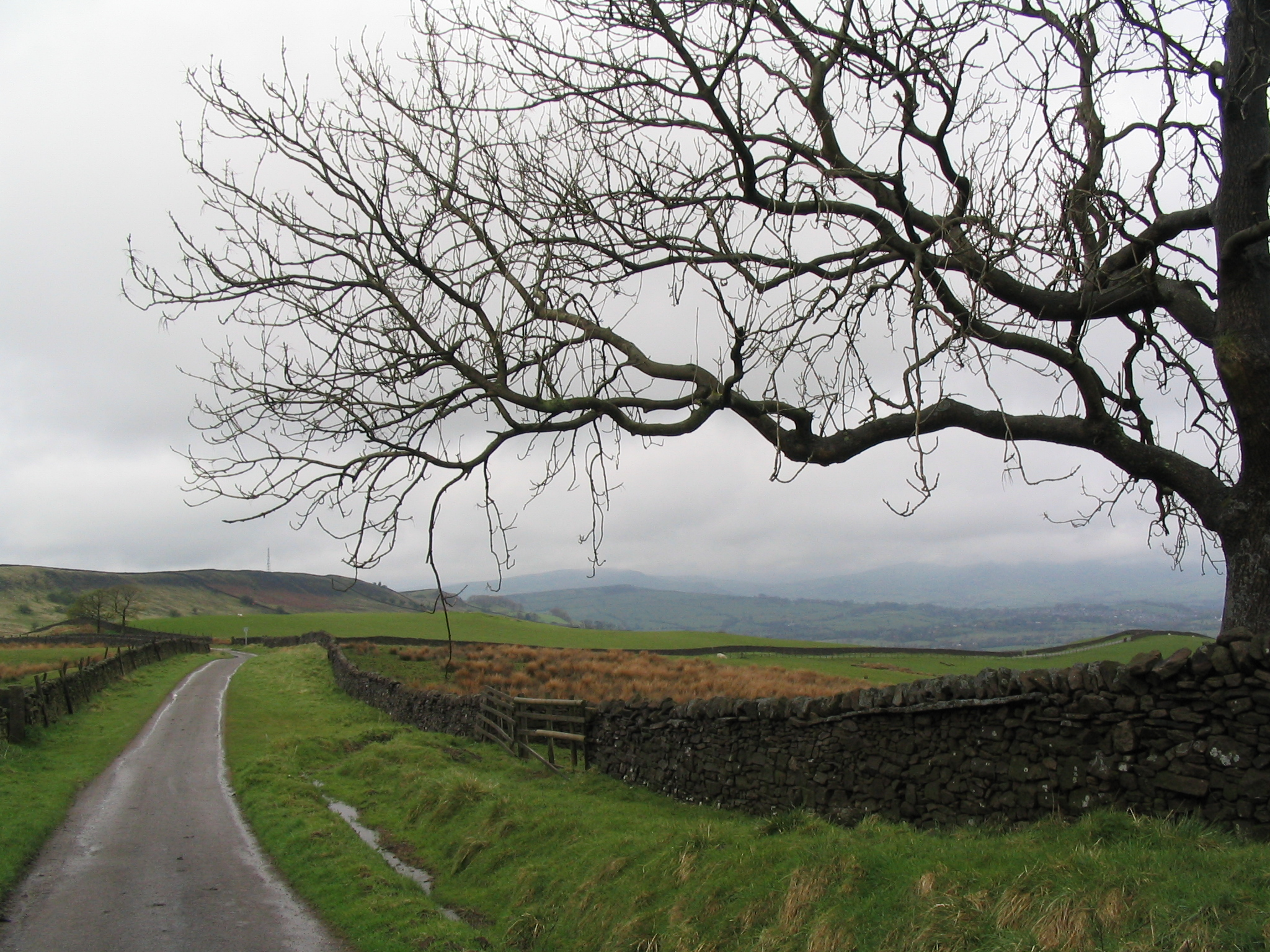
Pennine Cycleway Yorkshire Dales

De PCW of Pennine Cycleway (National Cycle Network nr. 68) is een fietsroute in het midden van Engeland. De route werd in juni 2003 officieel geopend en loopt van Derby naar Berwick upon Tweed en neemt je mee door enkele van de meest spectaculaire en afgelegen delen van het Engelse platteland, in een rit over de lengte van wat wordt genoemd 'de ruggengraat van Engeland.' Het is tevens een van de langste vrijetijdsfietsroutes van Engeland en loopt voornamelijk over rustige B-wegen, landwegen en verkeersvrije paden. De totale lengte is 572 kilometer, maar de route kan ook in delen worden gefietst, zonder iets van zijn charme te verliezen.
De route (en de voornamelijk voor dit doel aangelegde fietspaden) zijn ontworpen voor verschillende type fietsers en kan worden gereden door de gewone fietser als de meer sportief aangelegde fietser. Voor de mountainbike zijn er speciale routes als alternatief in de tocht opgenomen.

## De PCW in het kort
- Lengte: 572 kilometer
- Laagste punt: zeeniveau
- Hoogste punt: 610 meter

De Pennine Cycleway werd door Sustrans ontwikkeld in samenwerking met verschillende plaatselijke autoriteiten zoals; Groundwork West Cumbria, North Pennines Tourism Partnership, Forest Enterprise, het Lake District National Park en nog enkele anderen.
De fietsroute start in de industriestad Derby in Derbyshire en loopt over de as van de Pennines en het westelijke deel van het Lake-District. Via de route Appleby en de dalen van de Edenvallei loopt de route door mooie sandstone dorpen. Na de beklimming van de Hartside worden de Northern Pennines bereikt - het dak van Engeland. Vanaf hier volgt een golvende rit kronkelend door oude loodmijnbouwdorpen als Melmerby en Alston voordat de Hadrian's Wall wordt bereikt en Northumberland. Daarna is het een golvende rit door de Cheviot Hills tot de oude vestingstad Berwick upon Tweed aan de Noordzee.
De route kan ook worden verkort en gestart in Appleby als optie en/of er worden beëindigd. Ook kan de route worden verlaten bij Penrith en via Schotland verder worden gefietst naar Glasgow, een ander traject van de National-Cycle-Route.

## Opdeling van de route
- Hoofdwegen meestal korte weggetjes door landelijke dorpjes: 4%
- B-wegen langs stille landweggetjes: 80%
- Verkeersvrije fietspaden, Mountainbike-trajecten en gesloten spoorlijnen enz.: 16%

Het beste is de route van het zuiden naar het noorden te rijden en te profiteren van de wind, die voornamelijk uit het zuidwesten komt.